# Klaus Neuhöfer

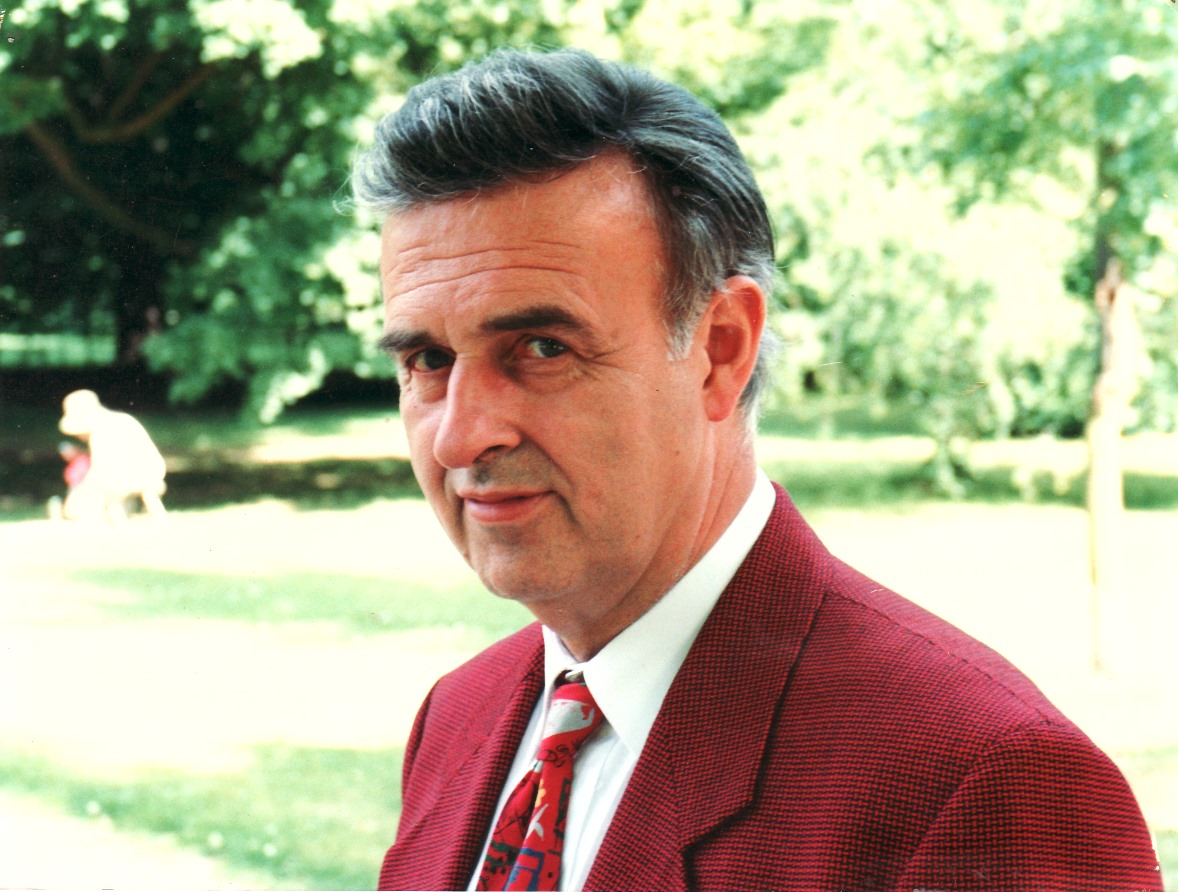
Klaus Neuhöfer

Klaus-Gerd Hermann Neuhöfer (* 27. November 1940 in Bad Nauheim) ist ein deutscher Denkmalschützer. Er ist Vorsitzender des Fördervereins der Kurstadt Bad Nauheim e.V. und bekannt als „Retter der Gradierbauten“.

## Leben
Nach dem Abitur und einigen beruflichen Stationen übernahm er 1981 das elterliche Hotel. Als Eishockey-Spieler spielte er beim VfL Bad Nauheim.
1993 begann Neuhöfer sich intensiv für seine Heimatstadt Bad Nauheim zu engagieren. Auslöser war der deutliche Rückgang der Kurgastzahlen und die Verwahrlosung an Anlagen des Staatsbades. 1994 gründete er die Bürgerinitiative gegen den Ausverkauf und die Ausschlachtung des Hessischen Staatsbades, ein Jahr später entstand der Förderverein.
Eine der ersten Initiativen Neuhöfers und seiner Mitstreiter war die Rekultivierung des Goldsteinwäldchens. Danach legte der Verein seinen Schwerpunkt auf die Erhaltung der Gradierbauten, deren Bestand durch fehlende Investitionen gefährdet war. Politiker dachten zwischen Mitte der 1990er Jahre und 2005 mehrfach laut darüber nach, einen Teil der fünf historischen Bauwerke abzureißen. Der Förderverein organisierte Benefizveranstaltungen, startete Spendenaktionen und erhielt eine 900.000-Euro-Erbschaft. Insgesamt stellte der Förderverein rund 1,8 Millionen Euro für die Gradierbauten bereit. Vor allem der Erhalt des Gradierbaus I und seine Ergänzung durch eine Inhalationskammer sind sein Verdienst. Außerdem engagierte sich Neuhöfer für die Instandsetzung von Wanderhütten, für die Anerkennung Bad Nauheims als Kneippkurort und für den Bau des Wetterhäuschens an der Dankeskirche. Im September 1999 wurde aufgrund seiner Initiative das Bad Nauheimer Eisstadion am Kurpark nach seinem Erbauer Colonel Paul R. Knight umbenannt. 1998 bis 2000 war Neuhöfer 2. Vorsitzender des Jugendstilvereins Bad Nauheim und Mitbegründer des jetzigen Vereins.
2002 sammelte er 6000 Unterschriften gegen den Bau eines dreistöckigen Geschäftshauses der Heyde AG auf dem heutigen Kurparkplaza-Areal. Auch in den Prozess der Staatsbad-Kommunalisierung mischte sich Neuhöfer ein, er suchte dabei den Kontakt zum Finanzminister Karl Starzacher, versuchte Einfluss zugunsten seiner Heimatstadt zu nehmen.
Er wurde mit dem Ehrenpreis der Bürgerstiftung Ein Herz für Bad Nauheim ausgezeichnet. Am 8. September 2005 verlieh der Landrat des Wetteraukreises Rolf Gnadl ihm die Ehrenurkunde für die beispielhafte denkmalpflegerische Initiative zum Erhalt und Sanierung der Bad Nauheimer Gradierbauten. Am 14. Mai 2007 wurde Klaus Neuhöfer von Bundespräsident Horst Köhler mit dem Bundesverdienstkreuz am Bande ausgezeichnet. Seit 2010 setzt sich Klaus Neuhöfer dafür ein, die ehemalige Windmühle zwischen Gradierwerk IV und V aufzubauen.
Klaus Neuhöfer ist verwitwet und hat zwei Kinder.